# Dypterygia daemonassa
Dypterygia daemonassa là một loài bướm đêm trong họ Noctuidae.